# Emanuel Treu (Musikproduzent)
Emanuel Treu ist ein österreichischer Musikproduzent und Songschreiber.

## Leben
Treu war im Jahr 2017 für den Amadeus Austrian Music Award in der Kategorie Songwriter des Jahres mit Hubert Molander für Kick im Augenblick nominiert. Im Dezember 2017 nahm Treu an dem Projekt Schlagerstars für Kinder teil und schrieb für die Gruppe den Weihnachtsschlager „Auf Einmal“ ein. Der Schlager wurde im Dezember veröffentlicht, die Einnahmen kommen Kindern in Not zugute. Der Song wurde 2018 neu aufgenommen und zu Weihnachten wieder veröffentlicht.
Im Rahmen der Amadeus-Verleihung 2021 wurde er gemeinsam mit Hubert Molander mit dem Amadeus Austrian Music Award in der Kategorie Songwriter des Jahres für Traktorführerschein von Melissa Naschenweng ausgezeichnet.

## Diskografie (Auswahl)
- 2015: Hitmix 2015 von Anna-Maria Zimmermann
- 2015: Jeder Atemzug für Dich von Anna-Maria Zimmermann
- 2015: Handy zum Himmel von Bergprinzen
- 2015: Am 8ten Tag (schuf er die Mädchen) von Die Edlseer
- 2015: Ein Hoch dem Schlager von Nordwand
- 2016: Kick im Augenblick von Beatrice Egli
- 2016: Tanz ma mitanond von Die Edlseer
- 2016: Tanzbodenfeger von Die Lauser
- 2016: Die späten Tränen der Veronika von Kastelruther Spatzen
- 2017: Prinzessin wird man nicht von Marc Pircher
- 2017: Fensterlkönig von Melissa Naschenweng
- 2017: Feuerwerk von Thomas Anders
- 2017: Auf einmal (Weihnachtsschlager) von Schlagerstars für Kinder
- 2018: Schlager von Vanessa Mai